# John Hynd
John Burns Hynd (4 avril 1902 - 8 novembre 1971) est un homme politique travailliste britannique.

## Biographie
Formé à l'école épiscopale St Ninian et à l'école Caledonian Road de Perth, il quitte l'école à 14 ans et devient commis aux chemins de fer au bureau de district du London, Midland and Scottish Railway, Perth, où il travaille jusqu'en 1925. Il devient ensuite commis syndical au Syndicat national des cheminots jusqu'en 1944.
Hynd est élu député de Sheffield Attercliffe lors d'une élection partielle en 1944, occupant le siège jusqu'en 1970. Il est chancelier du duché de Lancastre, et ministre de l'Allemagne et de l'Autriche, 1945-1947, et ministre des pensions en 1947.
Il est membre du General Medical Council de 1950 à 1955. Il est président des groupes parlementaires anglo-allemand et anglo-latino-américain. Il reçoit la Grand Croix du Mérite avec étoile (République de l'Allemagne de l'Ouest) en 1958, la croix de chevalier de la Légion d'Honneur et la Grande Croix d'Or d'Honneur avec étoile (Autriche). Il est décédé à Enfield à l'âge de 69 ans.